# Félix Laureys

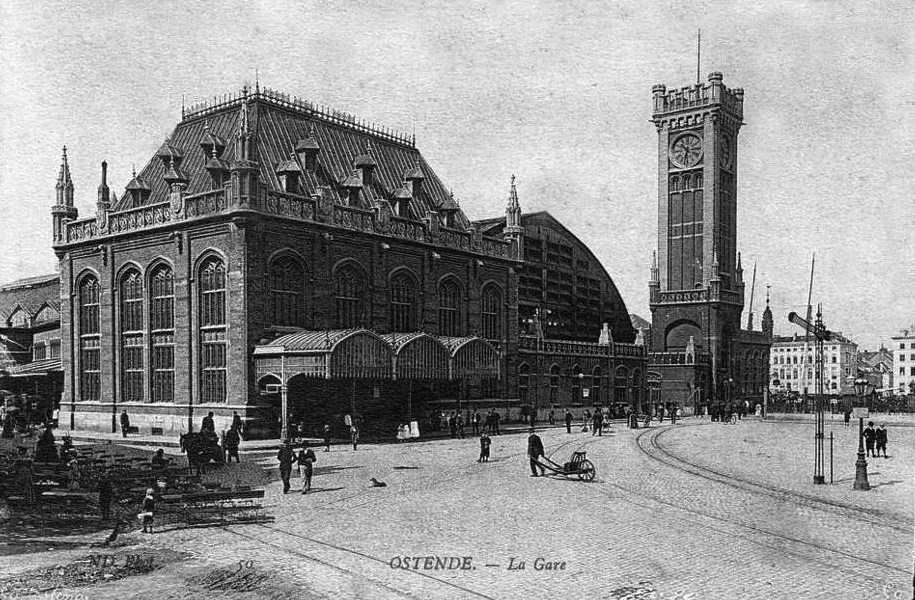
La Gare d'Ostende-Ville, détruite en 1956.

Félix Adrien-Jean Laureys, né à Ostende le 12 avril 1820 et mort à Bruxelles le 13 février 1897, est un architecte belge.

## Biographie
Il est le fils de Félix Laureys, brasseur, et de Thérèse-Claire Suys.
Dans sa jeunesse, il travaille d’abord comme menuisier à Bruges. Étudiant par lui-même, il est à l’Académie royale des Beaux-arts de Bruxelles l'élève de son oncle, l'architecte Tilman-François Suys.
En 1849, il remporte le Prix de Rome belge et séjourne en Italie. Puis il réalise de nombreux édifices pour la ville d’Ostende. En 1863 il devient professeur à l’Académie de Bruxelles.
En janvier 1895, il est élu membre de la classe des beaux-arts de l'Académie royale des sciences, des lettres et des beaux-arts de Belgique.
Lors de ses funérailles, un discours fut prononcé par Thomas Vinçotte, directeur de la classe des beaux-arts de l'Académie royale des sciences, des lettres et des beaux-arts de Belgique.

## Principales réalisations
- Hospice des Incurables à Rotterdam
- Église de l'Adoration perpétuelle à Rotterdam
- 1863-1864 : The English Church à Ostende, de style néogothique
- 1881 : restauration du château de Wynendaele
- 1881 : plan et construction du deuxième bâtiment de l'ancienne gare d'Ostende-Ville[7], un bâtiment de style néogothique.
- 1885 : agrandissement et transformation de la gare du Nord à Bruxelles
- Quelques immeubles à Bruxelles dont :
  - sa maison particulière, boulevard du Nord
  - la Maison Thonet, boulevard du Nord (actuellement boulevard Adolphe Max)

## Prix
- Prix de Rome belge